# Тихая Десна
Тихая Десна (укр. Тиха Десна) — озеро (старица), расположенное на территории Корюковского и Черниговского районов (Черниговская область). Площадь — 0,3 км². Тип общей минерализации — пресное. Происхождение — речное (пойменное). Группа гидрологического режима — сточное.

## География
Длина — 1,5. Ширина средняя — 0,18 км. Глубина наибольшая — 7 м, средняя — 4 м. Озеро (кроме юго-западной оконечности) входит в состав Каморетского заказника, созданного 28 октября 1974 года с общей площадью 515 га. Озеро образовалось вследствие русловых процессов (изменения меандрированного русла) реки Десна. 
Расположено на правом берегу Десны — непосредственно северо-восточнее села Кладьковка. Озерная котловина имеет вытянутую форму, раздваивается в направлении Десны. Раздвоенные края озера протоками сообщаются с Десной. Во время половодья протоками сообщается с озёрами Комарет и Лопата. Берега возвышенные, крутые, поросшие ивой; кроме северных и северо-западных берегов — пологие, укрыты луговой растительностью.
Водоём зарастает прибрежной и водной растительностью (тростник обыкновенный, осока, стрелолист, кувшинка белая). 
Питание смешанное. Дно илистое. Прозрачность воды — 0,9 м. Температура воды летом +19, +19,5°C на глубине 0,6 м от поверхности и +12,5, +14°C у дна.

## Природа
Водятся карась, плотва, окунь, линь. Прибрежная зона служит местом гнездования соловьев, сверчков, чибиса, улит, крачек.

## Охранный статус
28 августа 1989 года водоём получил статус гидрологический памятник природы местного значения под названием Озеро «Тихая Десна» согласно Решению Черниговского облисполкома № 164. Находится в ведении Куликовского поселкового совета. Площадь — 8,1 га.